# Communauté d'agglomération Poissy-Achères-Conflans
La Communauté d'agglomération Poissy–Achères–Conflans est une ancienne communauté d'agglomération française, située dans le département des Yvelines et la région Île-de-France. 

## Historique
Fondée en tant que communauté de communes, elle devient une communauté d'agglomération le 1er janvier 2015.
Le 1er janvier 2016, elle fusionne avec plusieurs autres intercommunalités dans la Communauté urbaine Grand Paris Seine et Oise.

## Composition
La communauté regroupe les communes suivantes :
| Nom                      | Code Insee | Gentilé    | Superficie (km2) | Population (dernière pop. légale) | Densité (hab./km2) |
| ------------------------ | ---------- | ---------- | ---------------- | --------------------------------- | ------------------ |
| Poissy (siège)           | 78498      | Pisciacais | 13,28            | 36 994 (2014)                     | 2 786              |
| Achères                  | 78005      | Achérois   | 9,44             | 20 923 (2014)                     | 2 216              |
| Conflans-Sainte-Honorine | 78172      | Conflanais | 9,90             | 34 876 (2014)                     | 3 523              |

## Démographie
| 2011   | 2012   |
| ------ | ------ |
| 92 850 | 92 201 |

## Administration

### Liste des présidents
| Période | Période | Identité   | Étiquette | Qualité         |
| ------- | ------- | ---------- | --------- | --------------- |
| 2015    | 2016    | Karl Olive | LR        | Maire de Poissy |

## Compétences
Elle agit en lieu et place des communes qui lui transfèrent des compétences, inscrites dans ses statuts.